# Gilles-Joseph-Evrard Ramoux
Gilles-Joseph-Evrard Ramoux (Luik, 20 januari 1750 - Glaaien, 8 januari 1826), beter bekend als Abbé Ramoux, was een rooms-katholieke priester die bekend is als schrijver van het patriottisch lied Valeureux Liégeois.

## Biografie
Ramoux liep vanaf 1761 school in een jezuïetencollege, en had hij zich laten opmerken door zijn bekwaamheden. Hij ging naar het seminarie en werd in 1773 priester gewijd. De jonge Ramoux werd "eerste cantor" in Amsterdam toen prins-bisschop Franciscus Karel van Velbrück hem terugriep "naar het land" en hem de leiding van het Grand College in Luik toevertrouwde.
Op 16 augustus 1773 besloot paus Clemens XIV de Sociëteit van Jezus te ontbinden. Een maand later sloten alle in het Waalse land gevestigde jezuïetencolleges hun deuren (er waren er in Nijvel, Hoei, Ath, Marche, Doornik, Dinant, Luik, Bergen en Namen). Net als de keizer van Oostenrijk verving de prins-bisschop van Luik de onderdrukte instellingen. Dit is bijvoorbeeld het geval in Luik waar het Grand College opende. Velbrück benoemde Ramoux als hoofd, die ook als professor in de retorica werkte tot het einde van het bewind van deze prins-bisschop (van 1773 tot 1784). 
In het Prinsbisdom Luik bekleedde Joseph Ramoux tijdens het bewind van prins-bisschop Velbrück een bijzondere positie; naast zijn belangrijke onderwijstaken was hij een van de oprichters van de Société libre d'Émulation (1779). 
Ongetwijfeld heeft de verdwijning van Velbrück in het voorjaar van 1784 de uitsluiting van Ramoux van Luikse zaken bespoedigd. Het toeval wilde dat toen zijn beschermer verdween, er een plaats vrijkwam als pastoor in de gemeente Glaaien. Dit aanbod kon niet worden geweigerd en Ramoux verliet de oevers van de Maas voor die van de Jeker, zonder de eerstgenoemde ooit terug te zien. Alle inspanningen van Ramoux waren nu geconcentreerd op zijn parochie. Zijn benadering was spiritueel, moreel en materieel. Onrecht, bedelarij en gebrek aan hygiëne werden met dezelfde strengheid en dezelfde efficiëntie bestreden, zozeer zelfs dat Ramoux van zijn tijdgenoten de bijnaam "Wetgever van de oevers van de Jeker" kreeg. Met zijn inventieve en vindingrijke geest, ongetwijfeld altijd beïnvloed door nieuwe ideeën, speelde hij een belangrijke rol bij het nieuw leven inblazen van de productie en handel van strohoeden. Hierdoor werd deze traditionele activiteit in de vallei van de Jeker omgevormd tot een echte industrie. 
Ramoux wijdde zich ook aan de botanie, muziek en schrijven, zowel in het Frans als in het Waals, zonder dat er veel van bewaard is gebleven. In 1790 gaf hij gehoor aan een oproep van Lambert-Joseph Donceel - commandant van de Luikse milities, en componeerde de tekst van een lied, in het Frans, twee strofen en een refrein, dat zo populair zou worden dat het zichzelf zou opdringen als het volkslied van de Luikenaars, Valeureux Liégeois.

## Bron en referenties
- Histoire de la Wallonie (L. GENICOT dir.), Toulouse, 1973, p. 306, 307
- Maurice PIRON, Anthologie de la littérature dialectale de Wallonie, poètes et prosateurs, Liège (Mardaga), 1979, p. 90
- Joseph DEFRECHEUX, dans Biographie nationale, t. 18, col. 635-646
- Antoine-Gabriel BECDELIEVRE, Biographie liégeoise…, t. II, p. 695-698
- La Wallonie. Le Pays et les Hommes. Lettres - arts - culture, t. II, p. 85, 464 ; t. IV, p. 481

## Partituur Valeureux Liégeois

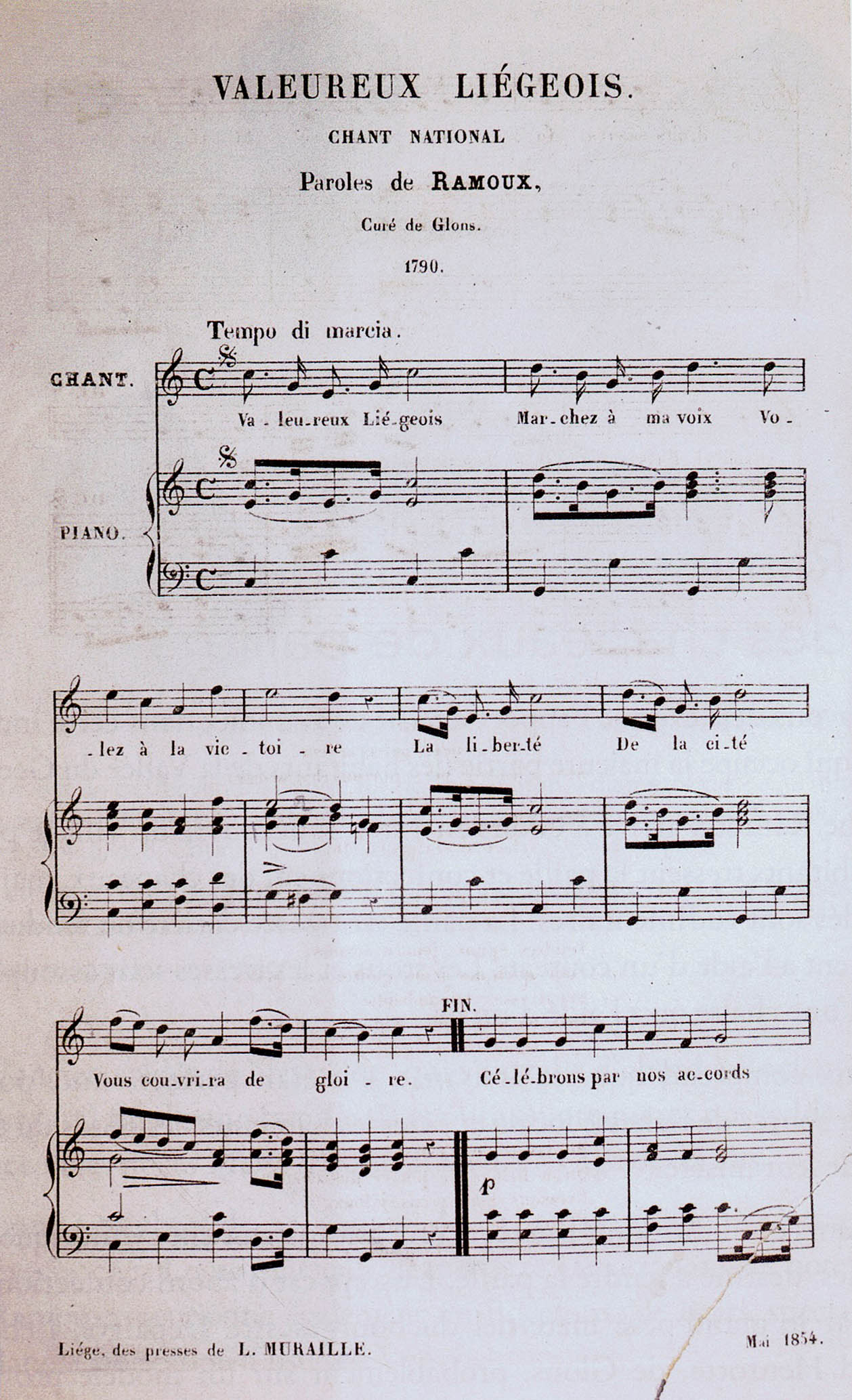
Partituur Valeureux Liégeois (1790), door Gilles Joseph Evrard Ramoux.